# Francesco Boni (personaggio televisivo)
Francesco Boni detto Franco (Roma, 15 gennaio 1944) è un personaggio televisivo, storico dell'arte e gallerista italiano, per anni volto di Telemarket, rete televisiva sulla quale ha presentato televendite in diretta.

## Biografia
Figlio e nipote d'arte, mentre continua l'attività antiquaria del padre e del nonno, amplia e approfondisce le proprie conoscenze di storia dell'arte grazie alle letture e alla frequentazione diretta di celebri critici d'arte come Roberto Longhi e Giuliano Briganti. In questo clima culturale, durante gli anni sessanta decide di aprire una galleria d'arte e una casa d'aste a Palazzo Bernini a Roma; l'iniziativa ha successo e viene replicata in altri palazzi antichi romani e italiani.
Commerciante, battitore d'aste, promotore di manifestazioni, negli anni ottanta conosce l'imprenditore Giorgio Corbelli, che gli propone di seguire la sua galleria d'arte a Cortina d'Ampezzo. Boni accetta ottenendo l'inserimento dell'arte contemporanea fra le opere in esposizione. L'obiettivo è di interessare all'arte contemporanea un pubblico vasto ed eterogeneo in termini di fascia d'età, estrazione sociale e livello culturale. Nel 1982, nell'ambito di questo progetto, Boni tiene a battesimo la nuova rete televisiva Telemarket ideata da Corbelli sulla quale diventa conosciuto come personaggio televisivo.
Nel 1997 fonda una emittente televisiva a Palermo sostenendo un palinsesto legato all'interdisciplinarità artistica.
Nel 2001, Boni rientra a Telemarket e ne diviene, per oltre un decennio, il volto più noto occupandosi di televendite in diretta relative a dipinti antichi, arte contemporanea, antiquariato e tappeti.
Grazie alla sua popolarità, Boni è stato parodiato da Corrado Guzzanti in uno dei suoi spettacoli televisivi. Nel programma L'ottavo nano, in onda nel 2001, il personaggio del dottor Armà era una chiara parodia di Francesco Boni.
Nel settembre 2013, pochi mesi prima della chiusura definitiva di Telemarket, Boni passa a presentare televendite di arte contemporanea sull'emittente Elite Shopping TV. Successivamente, collabora con le reti televisive in chiaro Cagnola e Starmarket, dove si occupa di televendite delle opere d'arte, in particolare di arte antica.
A partire da febbraio 2017 conduce televendite d'arte e trasmissioni di approfondimento per ArteInvestimenti, azienda fondata nel 2011 dal figlio Gabriele. Boni è autore di trenta monografie d'artista e ha presentato circa 2.000 aste.

## Pubblicazioni principali
- Giovan Francesco Gonzaga (catalogo della mostra al Palazzo della Ragione, Mantova, 9-30 novembre 1991; con Renato Civello), Milano, Centro Diffusione Arte, 1991.
- Aldo Nicolini (con Renato Civello), Brescia, Corbelli, 1991. Nuova ed. ampliata: Aldo Nicolini. Un sogno lungo una vita (con Renato Civello e Gianni Pozzi), 1995.
- John Picking (con Renato Civello; interventi critici di Albano Rossi e Salvatore Di Fazio), Brescia, Corbelli, 1991. Nuova ed. ampliata: John Picking, Il diario di un pittore (con John Picking e Gianni Pozzi), 1994.
- Squillantini (con Renato Civello e Paolo Levi), Brescia, Corbelli, 1991.
- Vincenzo Balsamo di Enrico Crispolti (con testi di Francesco Boni, Gigi Montini e Renato Torti), Brescia, Corbelli, 1992.
- Emilio Kalchschmidt (con Marco Recalcati, Gigi Montini e Ferdinando Arisi), Brescia, Corbelli, 1992.
- Raffaele De Rosa (con Paolo Levi, Pietro Clemente, Piero Torriti e Gigi Montini), Brescia, Corbelli, 1993.
- Nativi (con Rolando Bellini e Giusta Nicco Fasola), Brescia, Corbelli, 1993.
- Giulio Turcato (a cura di Giovanni Granzotto), Brescia, Corbelli, 1999.
- Mario Schifano - Fogli. Trecento impressioni mediatiche (con un contributo di Giampaolo Paci), Brescia, Corbelli, 2000.
- Tonino Caputo (con Carlo Vanoni, Lidia Reghini ed Elisa Parma), Roncadelle, Telemarket Communication, 2001.
- Mirko Pagliacci, Roncadelle, Telemarket Communication, 2001.
- Salvatore Emblema. Oltre la tela: gli orizzonti del creato. Antologia di scritti ed opere (con Giulio Carlo Argan e altri), Roncadelle, Telemarket Communication, 2004.